# ブラク航空
ブラク航空（ブラクこうくう、Buraq Air Transport）は、リビアのトリポリを本拠地とする航空会社。

## 概要
2000年に設立された、リビアでは初の民間航空会社である。リビア国内線・近隣国への国際線を運航している。
アラブ首長国連邦へのチャーター便を運航しており、2005年12月にはドバイへの路線開設を検討していることを明らかにしたが、2007年12月時点では、公式サイトにおいてもドバイへの路線の時刻は検索できる状態になっていない。
2006年3月22日には、欧州連合(EU)において「危ない航空会社」としてリストアップされた。完全な飛行禁止までにはいたらなかったが、EU上空飛行には制限が課せられることになった。その後、飛行禁止航空会社の見直しが行なわれた際に、リビア政府により安全基準への対処を確認の上保証すると報告されたため、2006年6月21日付けで飛行制限は解除された。

## 就航地
国内線のムサラータ以外は、全てトリポリからの路線である。

### リビア国内線
- ベンガジ
- ムサラータ

### 国際線
- エジプト
  - カイロ
  - アレクサンドリア
  - ルクソール
- シリア
  - アレッポ
- チュニジア
  - チュニス
- トルコ
  - イスタンブール
- モロッコ
  - ラバト

## 機材
2008年7月現在。
- ボーイング737-200型 2機
- ボーイング737-300型 1機
- ボーイング737-800型 2機（1機発注済み）
- ボンバルディアDHC-8-300型 1機
- BAe ジェットストリーム32 1機
- LET L-410 3機
- イリューシン76 2機